# Esther Neira de Calvo
Esther Neira de Calvo, född 1890, död 1978, var en panamansk politiker.
Hon bildade 1923 Sociedad Nacional para el Progreso de la Mujer och deltog som dess ordförande i kampanjen för kvinnlig rösträtt.
Hon blev 1945 sitt lands första kvinnliga parlamentariker. 